# Orthacris elegans
Orthacris elegans är en insektsart som beskrevs av Bolívar, I. 1902. Orthacris elegans ingår i släktet Orthacris och familjen Pyrgomorphidae. Inga underarter finns listade i Catalogue of Life.